# 伊皮拉 (巴西)
伊皮拉（葡萄牙語：Ipira）是巴西圣卡塔琳娜州的一个市镇。总面积150.304平方公里，总人口4705人，人口密度31.3人/平方公里。